# Aleksis Kiven katu (Helsinki)
Pour les articles homonymes, voir Aleksis Kiven katu.
La rue Aleksis-Kivi (finnois : Aleksis Kiven katu) est une rue des quartiers Alppiharju et Vallila d'Helsinki en Finlande. Elle a été nommée en hommage à l'écrivain Aleksis Kivi, considéré comme le père de la littérature de langue finnoise. 

## Présentation
La rue Aleksis-Kivi commence à l'est de Hämeentie et se termine à l'ouest à Savonkatu à la limite de Pasila. 
La ligne de tramway 9 emprunte la rue d'Aleksis Kivi entre Fleminginkatu et Traverssikuja.

## Croisements d'Est en Ouest
- Harjukatu
- Kustaankatu
- Fleminginkatu
- Sturenkatu
- Kajaaninkatu
- Kotkankatu
- Siuntionkatu,
- Traverssikuja
- Rullalaakerikuja
- Inkoonkatu
- Karjalankatu
- Venttiilikuja
- Sipoonkatu
- Liukulaakerikuja
- Sahamäenkuja
- Saimaankatu

## Galerie

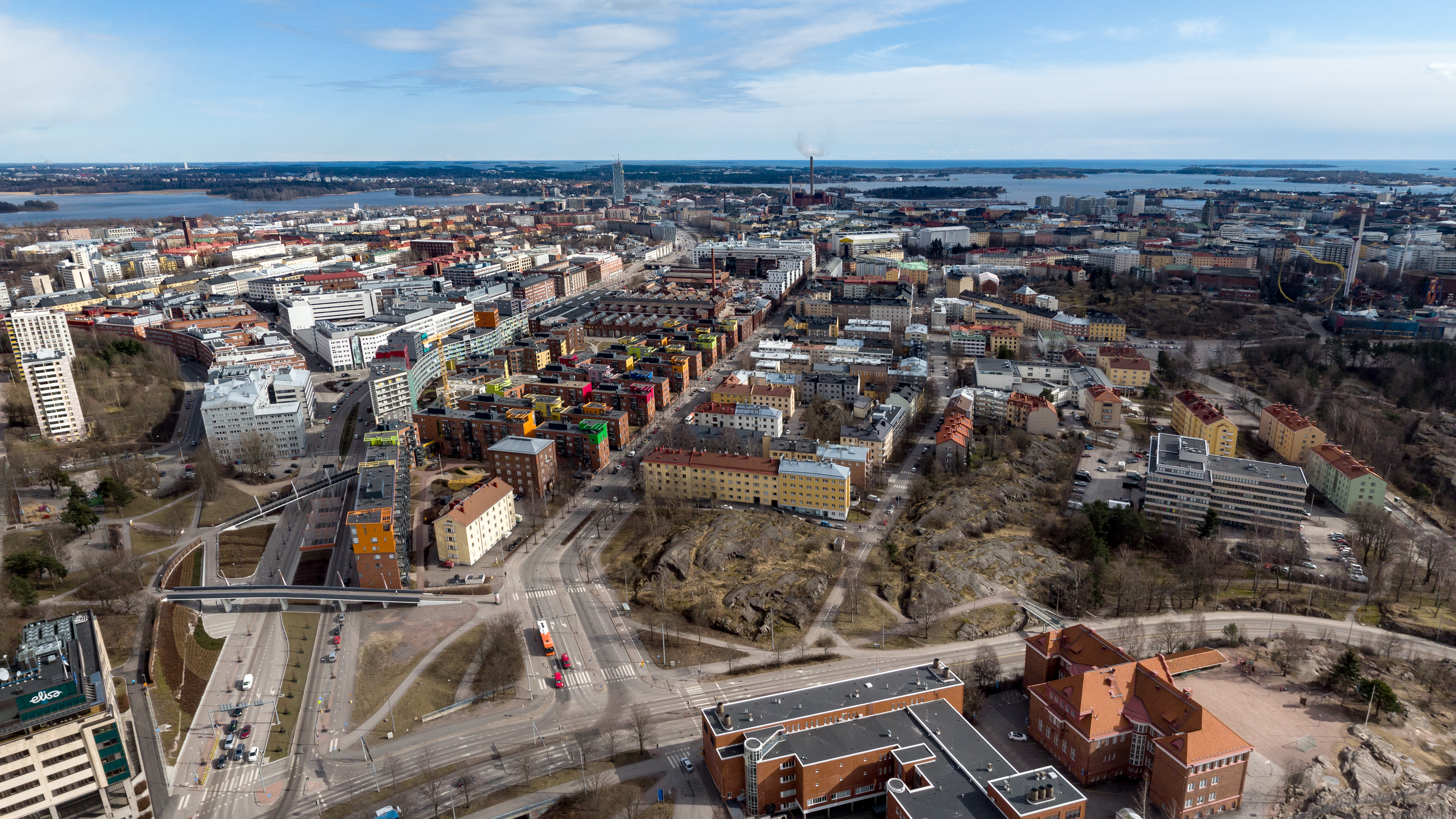
La rue d'Aleksis Kivi sépare Alppiharju et Vallila.
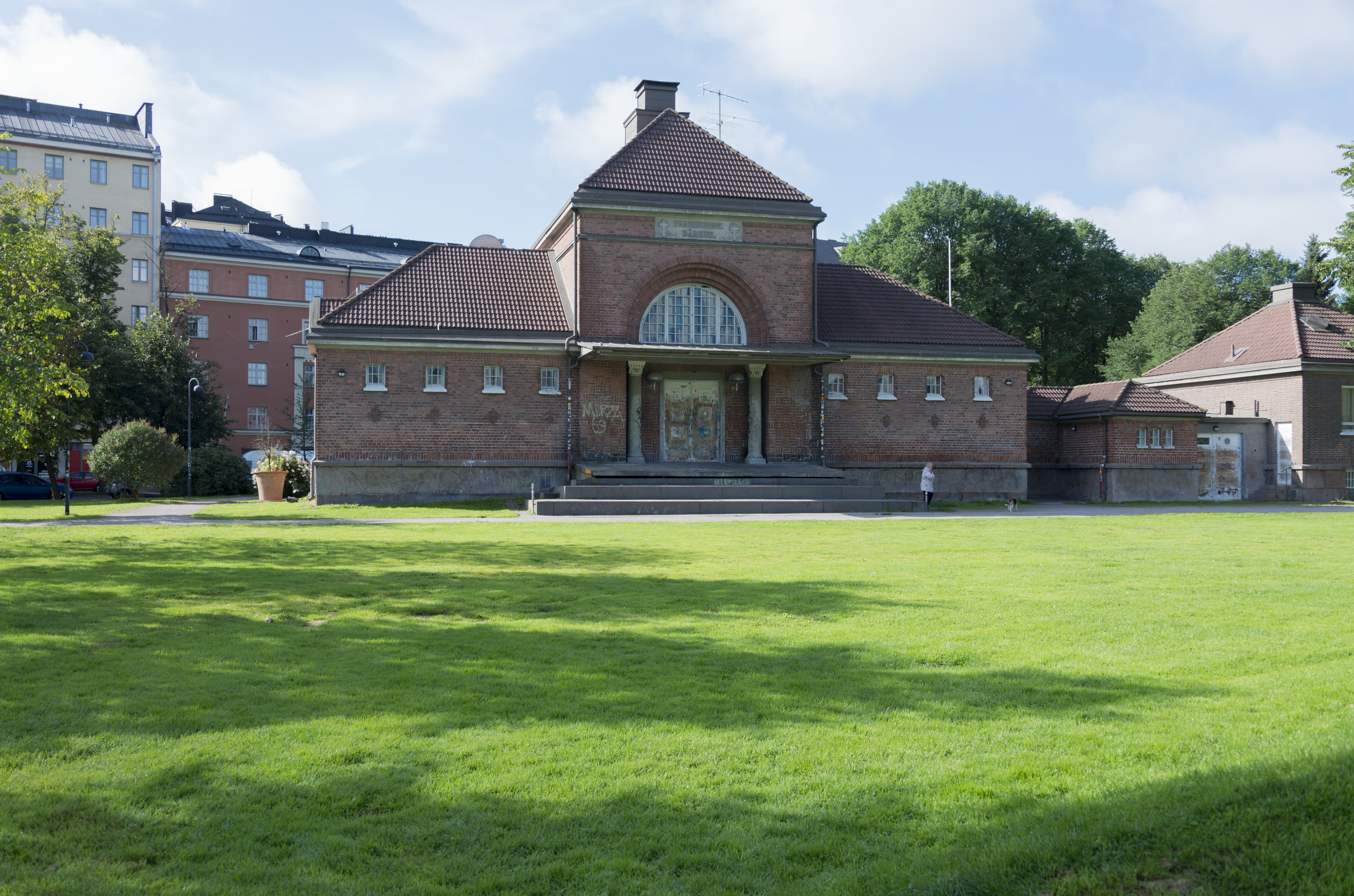
Aleksis Kiven Katu 1-3.
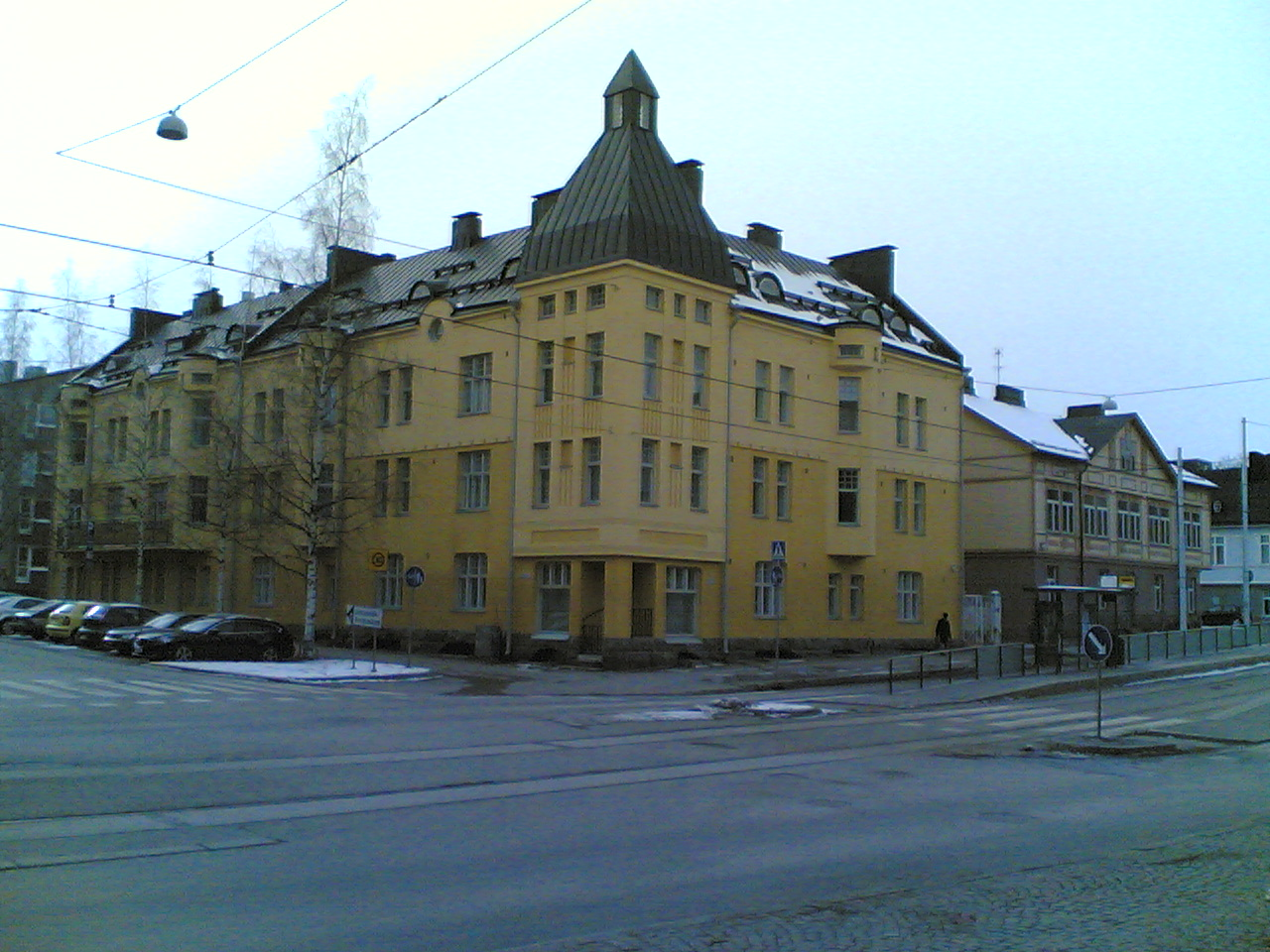
Aleksis Kiven Katu.